# Солнце (фонтан)
Фонтан «Солнце» («Фонтан в Менажерейном пруду») — один из фонтанов Дворцово-паркового ансамбля Петергоф.

## История
При Петре I, c 1724 года, на месте будущего фонтана «Солнце» в центре Менажерного пруда, где плавали лебеди и редкие водоплавающие птицы (от «менажери» — зверинец), находился построенный по проекту Н. Микетти Менажерный фонтан. Фонтан представлял собой пустотелый столб воды, окружённый 12 дуговыми (параболическими) струями, бьющими из-под воды по окружности постамента, напоминающего по форме широкую корзину. Фонтан отличался от других тем, что фонтанные насадки (форсунки) были установлены под водой таким образом, что не были видны над поверхностью воды, и создавалось впечатление, что струи вылетают из глади водного зеркала пруда. При работе Менажерного фонтана его водяной столб вздымал медный шар. В изначальном проекте предполагалось 22 струи, меньшая мощность и выступающие над водой трубы, но проект был изменён по указу Петра I. Строительством занимались И.-Ф. Браунштейн и П. Суалем.
В 1772 году на пруду была построена купальня (была разобрана из-за ветхости в 1926 году), а вид фонтана изменён. В 1772—1776 годах архитекторы Ю. М. Фельтен и И. Я. Яковлев полностью изменили композицию фонтана. Появились 16 фонтанирующих дельфинов из дерева и свинца и жестяная колонна с золочёными дисками с насадками для выпуска воды, приводящаяся в движение зубчатой передачей от вала водяного колеса, помещённого в декорированном туфом круглом кирпичном постаменте. Рисунок струй фонтана, делающие фонтан похожим на солнце с множеством лучей, определил его название — «Солнце».
Во время Великой Отечественной войны фонтан был полностью разрушен и восстановлен лишь в 1957 году.

## Конструкция
Фонтан «Солнце» — один из двух механических с турбинным приводом фонтанов XVIII века в Нижнем парке Петергофа — сложное гидротехническое сооружение. Состоит из большой чаши, круглого постамента с шестнадцатью фонтанирующими золочёными фигурами дельфинов, вращающейся канеллированной бронзовой полой колонны высотой 3,5 м, заканчивающейся навершием с тремя сопряжёнными золочёными дисками, имеющими по краям 187 отверстий (форсунок) для выпуска воды, подаваемой к дискам под давлением. Вращение колонны осуществляется по принципу водяной мельницы: вода попадает на металлические лопасти колеса, находящегося внутри постамента, которое при помощи зубчатой передачи вращает колонну, заканчивающуюся распыляющими тонкими струями воду дисками.

## Реставрация
В 1925—1926 годах по проекту Н. И. Архипова были выполнены работы по восстановлению фонтана, в частности, полностью обветшавшего и переставшего действовать механизма фонтана и прокладке новых напорных и сточных труб. К тому времени фонтан не действовал около 50 лет.
В 1956—1957 годах была выполнена отливка новой канеллированной колонны с дисками, реставрирована турбина с использованием старых деталей, а также воссозданы по двум сохранившимся образцам уничтоженные в годы войны фонтанирующие дельфины.
В 2020—2021 годах была осуществлена комплексная реставрация фонтана. Выполнен ремонт фундамента и бетонных плит на дне чаши, восстановлены облицовка из клинкерного кирпича и гидроизоляция пьедестала, ликвидированы протечки, трещины в водоподводящей системе, отремонтирована водоотводящая система, заменены опорные подшипники, на которых вращается колонна, крепёжные элементы труб и др. Торжественный пуск фонтана «Солнце» после реставрации состоялся 1 июля 2021 года.

## Галерея
- Фонтан «Солнце», 2006 год
- Фонтан «Солнце», 2011 год
- Фонтан «Солнце», 2014 год
- Фонтан «Солнце», 2016 год
- Фонтан «Солнце», 2021 год
- Фонтан «Солнце», 2021 год
- Фонтан «Солнце», 2023 год. Пробный пуск
- Фонтан «Солнце», 2023 год
- Фонтан «Солнце», 2025 год